# Bartosz Huzarski
Bartosz Huzarski, né le 27 octobre 1980 à Świdnica, est un coureur cycliste polonais, professionnel de 2002 à 2016.

## Biographie
Bartosz Huzarski commence sa carrière professionnelle en 2002, qui devient ensuite Action-nVidia-Mroz, Action-Ati puis Intel-Action.
Vice-champion de Pologne contre-la-montre en 2005, il remporte le classement de la montagne des Tours de Pologne 2005 et 2006.
En 2008, l'équipe Mroz-Action-Uniqa n'est pas enregistrée auprès de l'Union cycliste internationale. Huzarski remporte le Szlakiem Grodów Piastowskich auquel il participe avec ses coéquipiers dans une sélection nationale polonaise.
En 2009 et 2010, il court pour l'équipe ISD-Neri. Il dispute avec elle son premier grand tour, le Tour d'Italie 2009.
En 2011, il rejoint l'équipe allemande NetApp. Il est septième du Tour de Pologne durant cette saison. L'année suivante, il est deuxième de la Semaine internationale Coppi et Bartali, dont NetApp gagne le contre-la-montre par équipes, et de la Course de Solidarność et des champions olympiques, dont il remporte une étape. C'est la dernière victoire individuelle de sa carrière. En 2014, il dispute son premier Tour de France, terminé à la 68e place. En 2016, il est 39e du Tour. Quelques semaines plus tard, il abandonne le Tour d'Espagne, souffrant d'un fracture de la clavicule. C'est la dernière course de sa carrière : non-conservé par son équipe, il ne trouve pas d'offre satisfaisante pour 2017 et prend sa retraite sportive.
Il crée en 2015 la Huzar Bike Academy, école de cyclisme associée au club KS Ślęża MAT Sobótka.

## Palmarès et résultats

### Palmarès par année
- 2001
  - 2e du championnat de Pologne sur route espoirs
- 2003
  - 7e étape de la Course de la Paix
  - 2e du Małopolski Wyścig Górski
  - 3e de l'Inter. Course 4 Asy Fiata Autopoland
- 2005
  - 6e étape du Bałtyk-Karkonosze Tour
  - 2e du championnat de Pologne du contre-la-montre
  - 2e du Małopolski Wyścig Górski
- 2007
  - 3e du Szlakiem Grodów Piastowskich
- 2008
  - Classement général du Szlakiem Grodów Piastowskich
- 2009
  - 2e du championnat de Pologne du contre-la-montre
- 2010
  - 5e étape de la Semaine internationale Coppi et Bartali
  - 1re étape de la Semaine cycliste lombarde
  - 1re étape du Brixia Tour (contre-la-montre par équipes)
  - 2e du Szlakiem Grodów Piastowskich
- 2011
  - 7e du Tour de Pologne
- 2012
  - 2eb étape de la Semaine internationale Coppi et Bartali (contre-la-montre par équipes)
  - 5e étape de la Course de Solidarność et des champions olympiques
  - 2e de la Semaine internationale Coppi et Bartali
  - 2e de la Course de Solidarność et des champions olympiques
- 2015
  - 1re étape du Tour du Trentin (contre-la-montre par équipes)
  - 3e du championnat de Pologne du contre-la-montre

### Résultats sur les grands tours

#### Tour de France
3 participations 
- 2014 : 68e
- 2015 : 108e
- 2016 : 39e

#### Tour d'Italie
2 participations 
- 2009 : 102e
- 2012 : 70e

#### Tour d'Espagne
2 participations 
- 2013 : 35e
- 2016 : abandon (10e étape)

### Classements mondiaux
| Année            | 2005 | 2006 | 2007 | 2008 | 2009 | 2010 | 2011 | 2012 | 2013 | 2014  |
| ---------------- | ---- | ---- | ---- | ---- | ---- | ---- | ---- | ---- | ---- | ----- |
| UCI Africa Tour  | 70e  |      |      |      |      |      |      |      |      |       |
| UCI America Tour |      |      |      |      |      |      |      |      |      | 148e  |
| UCI Asia Tour    |      |      | 120e |      |      |      |      |      |      |       |
| UCI Europe Tour  | 253e | 550e | 388e | 102e | 440e | 83e  | 278e | 46e  | 390e | 1032e |